# Banque centrale de la république populaire démocratique de Corée
La Banque centrale de la république populaire démocratique de Corée (en coréen : 조선민주주의인민공화국중앙은행, Joseon Minjujueui Inmin Gonghwaguk Jungang Eunhaeng) est la banque centrale de Corée du Nord, elle a été créée le 6 décembre 1947. Cette banque centrale frappe le won nord-coréen. En décembre 1948, les anciennes monnaies (celle émise avant 1945 par la Bank of Chosen et la monnaie soviétique) ont été remplacées par le won nord-coréen,. La Banque centrale nord-coréenne est contrôlée par le Cabinet de Corée du Nord.

## Histoire
En février 1946, la Banque Centrale de Corée du Nord et la Banque des Agriculteurs étaient dominées par les Soviétiques, et agissaient comme une seule. Toutefois, la banque n'a pas réussi à atteindre ses objectifs, n'étant pas en mesure de faire face à ses coûts d'exploitation, rendant inefficace la capitalisation de 100 millions de francs.
Le Comité du peuple intérimaire de Corée du Nord n'a pas été favorable à la banque et a préféré travailler à travers la Banque des Agriculteurs, qui existait à l'époque.
À la fin de 1946, les fonctions bancaires ont été consolidées dans les deux principales banques, la Banque Centrale et la Banque des Agriculteurs. En juin 1947, environ 1 000 millions de wons ont été concentrés dans la Banque Centrale, ce qui lui a permis d'étendre les crédits pour un montant total de 900 millions de wons pour la réhabilitation économique. La consolidation reflète un retour aux objectifs de départ du Comité populaire, qui voulait un contrôle plus étroit de l'économie, avec cela toute personne du système bancaire étant opposée au nouveau système était démise de ses fonctions. Le 6 décembre 1947, un programme complet de réforme monétaire a été annoncé.
En décembre 1948, les anciennes monnaies (celle émise avant 1945 par la Banque de Chosen et la monnaie soviétique) ont été remplacées par le won nord-coréen.
En 1959, la Banque centrale de la république populaire démocratique de Corée est née de la fusion de deux entités : la Banque centrale (Central Bank) et la Banque des agriculteurs (Farmer's Bank).
La Banque du commerce extérieur a été créée pour gérer les activités internationales de la Banque centrale
La banque centrale compte plus de 227 succursales.

## Rôle de la Banque centrale
La Banque centrale est responsable de l'émission de billets de banque, du contrôle de la monnaie et de la réglementation des autres banques. La Banque centrale est également une institution d'épargne et d'assurance qui fournit des services à la population de Corée du Nord par le biais de succursales régionales.
Les cartes de crédit ne sont pas utilisables en Corée du Nord, mais il existe un système de cartes de débit,.